# Offenburger Versammlung 1848

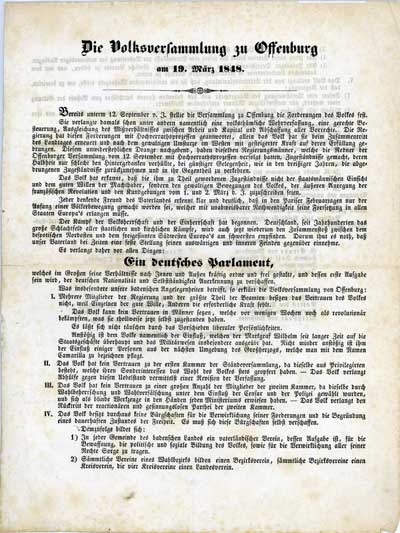
Forderungen der Volksversammlung vom 19. März 1848 in Offenburg

Die Offenburger Versammlung 1848 fand am 19. März 1848 etwa zwei Wochen nach dem Beginn der Märzrevolution in Baden statt. Sie war von Bedeutung, da dort, anders als bei der Offenburger Versammlung im Jahr zuvor, von den radikalen Demokraten Friedrich Hecker und Gustav Struve erstmals öffentlich eine Republik gefordert wurde.
Am 9. März 1848 luden Demokraten aus Mannheim „alle badischen Staatsbürger, welche das Recht haben, Wahlmänner zu wählen“, zu einer Versammlung am 19. März nach Offenburg ein. Zu den Initiatoren und Rednern gehörten Johann Adam von Itzstein, Alexander von Soiron sowie Joseph Fickler aus Konstanz. Die Teilnehmer kamen nicht nur aus Baden, sondern auch aus dem preußischen Rheinland und anderen Gebieten. Die zeitgenössische Presse sprach von 25.000 Teilnehmern, von denen ein Teil bewaffnet war. Kritik wurde an den noch bestehenden beiden vorrevolutionären Parlamentskammern geübt und ihnen das Vertrauen des Volkes abgesprochen. Vor allem Struve und Hecker plädierten für die Forderung nach einer republikanischen Staatsform. 
Fort mit den Fürsten und ihrem Anhang; wir wollen uns selbst regieren, einig und wohlfeil.
Allerdings sprachen sich die meisten übrigen Redner und schließlich auch die Versammlung insgesamt gegen eine übereilte Ausrufung der Republik aus, da dies Sache der Nationalversammlung sei. Allerdings verabschiedete die Versammlung einen umfangreichen Forderungskatalog, der auch die landesweite Bildung „vaterländischer Vereine“ vorsah. Friedrich Hecker wurde zum Obmann des Landesausschusses dieser Vereine gewählt. 